# Erna Ómarsdóttir
Erna Ómarsdóttir (* 1972 in Reykjavík) ist eine isländische Tänzerin und Choreografin.

## Werdegang
Erna Ómarsdóttir studierte bei Anne Teresa De Keersmaeker in den Performing Arts Research and Training Studios (PARTS) in Brüssel und machte 1998 ihren Abschluss. Seither hat sie mit Künstlerinnen und Künstlern aus verschiedenen Bereichen zusammengearbeitet, darunter Björk, Jan Fabre, Sidi Larbi Cherkaoui, Gabríela Friðriksdóttir, Ólöf Arnalds, Ben Frost, Margrét Sara Guðjónsdóttir und Les Ballets C de la B (Les Ballets Contemporains de la Belgique).
Erna ist seit vielen Jahren die Künstlerische Leiterin der Iceland Dance Company (Stand 2023). Sie ist Gründungsmitglied der Kollektive Ekka (Reykjavik) und Poni (Brüssel). 2008 gründete sie zusammen mit dem Musiker Valdimar Jóhannsson die Tanzcompany shalala. Sie wurde mehrfach mit dem „Griman“, dem isländischen Theaterpreis, in der Sparte Tanz ausgezeichnet.
Seit 2007 war Erna in mehreren Jahren beim Nordwind Festival zu Gast. „Die naturgewaltigen Bühnenshows der isländischen Choreografin Erna Ómarsdóttir sind eher Vulkanausbrüche als Theaterabende. Sie ist eine der erfolgreichsten Künstlerinnen Islands und unberechenbares Element des internationalen zeitgenössischen Tanzes“, so lautete die Ankündigung ihrer Choreografien durch die Festivalleitung.
Gemeinsam mit der Choreographin Halla Geirharðsdóttir inszenierte sie 2018 für das Staatstheater am Gärtnerplatz eine eigene Fassung von Romeo und Julia. Dafür nahmen sie laut Ankündigung diese Liebesgeschichte unter die feministische Lupe, hinterfragten Frauen- und Rollenbilder und verknüpften Bezüge aus der Populärkultur mit der Sprache des Balletts. „Das Ergebnis ist ein albtraumhaftes Monster; eine abstrakte Welt voller Blut, Liebe, Feuer, Tanz und Tod.“ 2019 war diese Produktion für den Deutschen Theaterpreis Der Faust in der Kategorie „Choreografie“ nominiert. 2023 arbeitete Erna unter anderem mit dem Berliner Bode-Museum zusammen.